# Plebiscito costituzionale di Corea del Sud del 1972
Il 21 novembre 1972 si svolse un plebiscito costituzionale in Corea del Sud per approvare la nuova Costituzione, detta costituzione Yushin, (hangul: 유신 헌법, hanja: 維新憲法, Yusin Hŏnpŏp).  
Il Presidente Park Chung-hee nell'ottobre 1972 aveva sciolto l'Assemblea Nazionale, sospeso la Costituzione del 1963 e imposto la legge marziale. Con la nuova Costituzione egli intendeva accentrare maggiormente il potere nelle sue mani, ampliando i poteri assegnati al Presidente, a cui veniva tolto ogni limite di rielezione e assegnata la facoltà di nomina dei giudici e di un terzo dell'Assemblea Nazionale.   In breve, la nuova costituzione avrebbe dato a Park poteri assoluti.
Secondo cifre ufficiali, la nuova costituzione venne stata approvata dal 92,3% degli elettori, con il 91,9% di partecipazione.
Da questa data ha inizio la Quarta Repubblica di Corea (hangul: 제4공화국, hanja: 第四共和國).

## Risultati
| Risultati   | Risultati  | Risultati   |
| Sì o no     | Voti       | Percentuale |
| ----------- | ---------- | ----------- |
| Sì          | 13.186.559 | 92,3%       |
| No          | 1.106.143  | 7,7%        |
| Voti totali | 14.410.714 | 100%        |